# خرس برادر ۲
برادر خرس ۲ (انگلیسی: Brother Bear 2) یک پویانمایی به کارگردانی بن گلوک است که در سال ۲۰۰۶ منتشر شد. از بازیگران آن می‌توان به پاتریک دمپسی، مندی مور، جرمی سوارز و کاترین اوهارا اشاره کرد. داستان آن ادامه برادر خرس است و درباره سرخ‌پوستی است که تبدیل به خرس شده و در این داستان یک جفت پیدا می‌کند.